# Оливия Патерна
Оливия Патерна (на латински: Olivia Paterna; * 220 г.) е римлянка от 3 век.
Дъщеря е на Луций Овиний Пакациан и съпругата му Корнелия Оптата Аквилия Флавия.
Омъжва се за Луций Клодий Тиней Пупиен Бас, син на Тит Клодий Пупиен Пулхер Максим и Тинея и внук по бащина линия на римския император Пупиен и Секстия Цетегила. През 250 г. той е проконсул на Кирена (Cyrenea).
През 240 г. тя ражда син Марк Тиней Овиний Каст Пулхер (суфектконсул, понтифекс след 274 г.).